# جبريل تان
جبريل تان (بالصينية: 陈俊豪؛ بالإنجليزية: Gabriel Tan) هو دراج سنغافوري، ولد في 15 مارس 1983.

## وصلات خارجية
- جبريل تان على موقع أرشيف الدراجات (الإنجليزية)
- جبريل تان على موقع إحصائيات الدراجات الإحترافية (الإنجليزية)
- جبريل تان على موقع نسبة الدراجات (الإنجليزية)